# Confiseur
Le confiseur est, depuis le XIXe siècle, un artisan spécialisé dans la confiserie, fabrication de produits comestibles dont le sucre est un composant essentiel — à l'exclusion des confitures, gelées et marmelades — et qui en fait éventuellement le commerce. Relèvent donc de son art toutes sortes de friandises sucrées et les bonbons.

## Métier
Il lui appartient de peser ou mesurer les divers ingrédients, avant de les mélanger à la main ou à l'aide d'un agitateur électrique, et de régler la température du mélange pendant la cuisson, d'étirer ou mouler le produit éventuellement à l'aide de machines, et le recouvrir si nécessaire de chocolat, de sucre ou d'autres substances.
Dans la restauration et l'hôtellerie, le chef confiseur est le cuisinier chargé des fantaisies en pâtisserie (gâteaux spéciaux, pièces montées, pâtisseries fines, bonbons, etc.).
Le métier de confiseur est souvent couplé à d'autres activités proches : chocolatier, glacier, pâtissier.

## AuxXVIIeetXVIIIesiècles

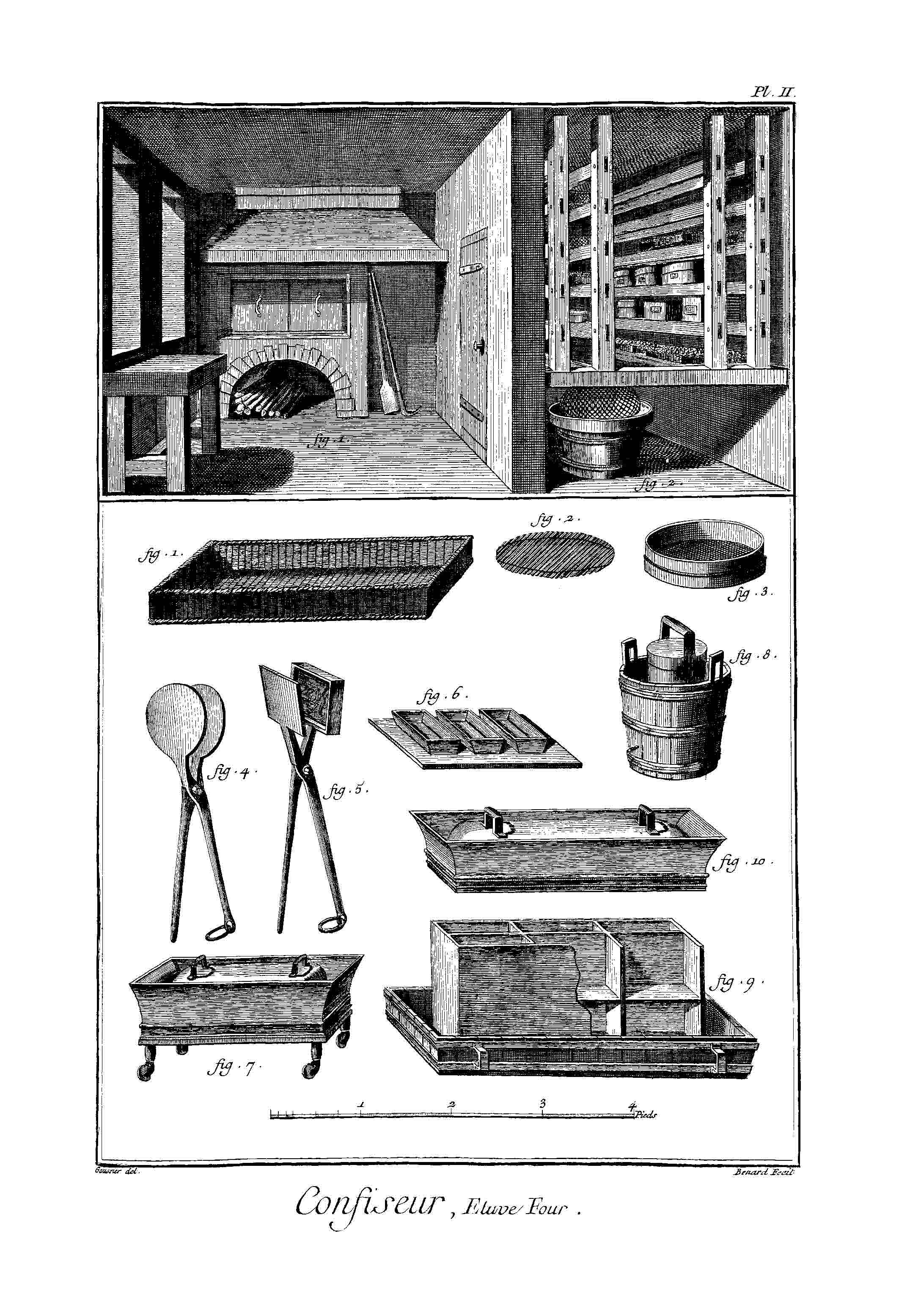
Matériel du confiseur dans l’Encyclopédie de Diderot et d'Alembert.

Le terme confiseur apparait en 1600 dans le Théâtre d’Agriculture et mesnage des champs, d'Olivier de Serres. Son sens est alors différent.
Le confiseur était l'artisan qui préparait des mets confits, non seulement dans le sucre, mais dans d'autres ingrédients aussi, selon des pratiques ancestrales qui utilisaient le sel et le vinaigre (pour le concombre ou le pourpier, par exemple), des sauces comme la glace de viande, du vin, de l'eau-de-vie ou des matières grasses (pour les sardines, le canard, etc.). Le confiseur était donc celui qui confectionnait des conserves.
Nicolas Appert fut ainsi un confiseur renommé qui tint son magasin pendant plus de quinze ans, rue des Lombards, à Paris.
Une loi du 22 juillet 1791, sur la salubrité des comestibles, réglemente les substances utilisées pour colorier les confiseries. On ne devra employer, pour colorier les bonbons, que des substances végétales, à l'exception de la gomme-gutte et de l'orseille,

## Exemple de bonbons de confiseurs

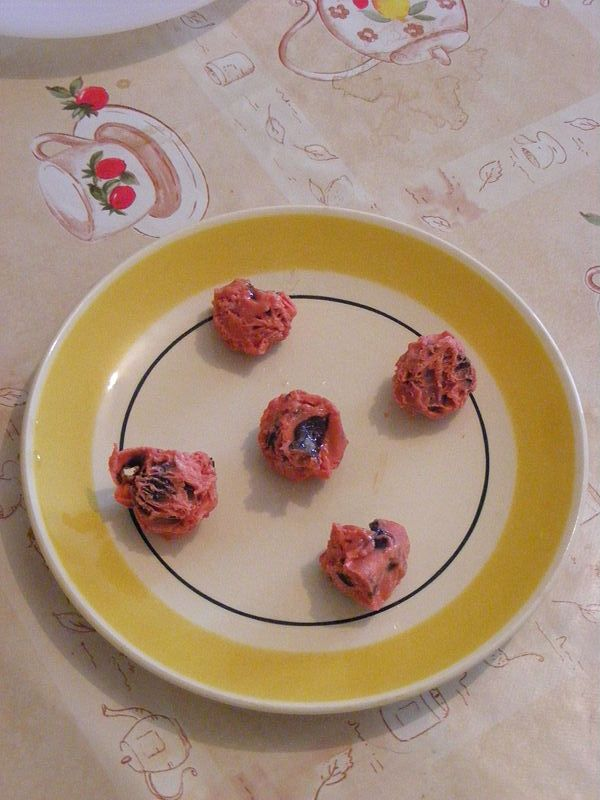
Papalines d'Avignon.

- Calisson
- Dragées
- Fruits confits d'Apt
- Bergamote de Nancy
- Berlingot de Carpentras
- Berlingot nantais
- Nougat de Montélimar
- Nougat de Sault
- Papaline d'Avignon
- Pâte de fruits
- Sucettes
- Sucre d'orge
- Wagotine